# Erythrina similis
Erythrina similis är en ärtväxtart som beskrevs av Krukoff. Erythrina similis ingår i släktet Erythrina och familjen ärtväxter. Inga underarter finns listade i Catalogue of Life.